# Hidrosfera

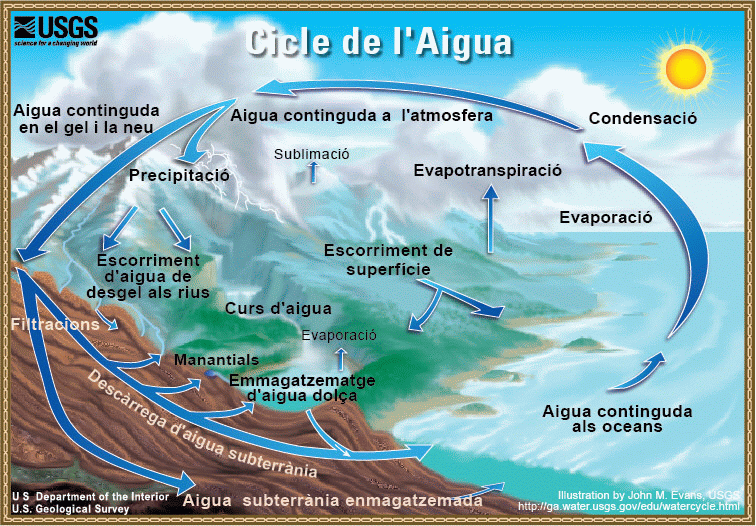
La circulació de l'aigua al voltant, sobre i a través de la Terra rep el nom de cicle de l'aigua, un procés clau de la hidrosfera

La hidrosfera (del grec υδρός hydros: aigua i σφαιρα sphaira: esfera) descriu dintre de les Ciències de la Terra el sistema material constituït per l'aigua que es troba a la Terra. Tot i que la hidrosfera de la Terra ha existit durant uns 4 bilions d'anys, continua canviant en forma. Això és degut a l'expansió oceànica i a la deriva continental, que reorganitzen la terra i els oceans.
La hidrosfera inclou els oceans, mars, rius, llacs, aigua subterrània, el gel i la neu. La Terra és l'únic planeta al nostre Sistema Solar en el qual està present de manera continuada l'aigua líquida, que cobreix aproximadament dues terceres parts de la superfície terrestre, el que representa el 97% del total d'aigua del planeta. L'aigua dolça representa el 3% del total i d'aquesta quantitat aproximadament un 98% està congelada, d'aquí que tinguem accés únicament a un 0,01%, aproximadament, de tota l'aigua del planeta. L'aigua migra d'uns dipòsits a uns altres per processos de canvi d'estat i de transport que en conjunt configuren el cicle hidrològic o cicle de l'aigua.
Aquest cicle és un cicle biogeoquímic en què hi ha una intervenció mínima de reaccions químiques, i l'aigua solament es trasllada d'uns llocs a uns altres o canvia d'estat físic. El cicle de l'aigua emet una gran quantitat d'energia, la qual procedeix de la que aporta la insolació. L'evaporació és deguda a l'escalfament solar i és animada per la circulació atmosfèrica, que renova les masses d'aire i que és al seu torn deguda a diferències de temperatura, igualment dependents de la insolació. Els canvis d'estat de l'aigua requereixen o dissipen molta energia, per l'elevat valor que prenen el calor latent de fusió i la calor latent de vaporització. Així, aquests canvis d'estat contribueixen a l'escalfament o refredament de les masses d'aire, i al transport net de calor des de les latituds tropicals o temperades fins a les fredes i polars, gràcies al qual és més suau, en conjunt, el clima.
La presència de l'aigua en la superfície terrestre és el resultat de la desgasificació del mantell terrestre, que està compost per roques que contenen en dissolució sòlida certa quantitat de substàncies volàtils, de les que l'aigua és la més important. L'aigua del mantell s'escapa a través de processos volcànics i hidrotermals. El mantell recupera gràcies a la subducció una part de l'aigua que perd a través del vulcanisme.
La massa total de la hidrosfera de la Terra és d'unes 1,4 × 1018 tones, que és al voltant del 0,023% de la massa total de la Terra. En qualsevol moment, al voltant de 2 × 1013 tones d'aquesta aigua es troba en forma de vapor d'aigua a l'atmosfera terrestre (a efectes pràctics, 1 metre cúbic d'aigua pesa una tona). Aproximadament, el 71% de la superfície de la Terra, una àrea d'uns 361 milions de kilòmetres quadrats, està cobert per l'oceà. La salinitat mitjana dels oceans de la Terra és d'uns 35 grams de sal per kilogram d'aigua de mar (3,5%).

## Aigua del planeta
L'aigua que conforma la hidrosfera es reparteix entre diversos dipòsits naturals que en ordre de major a menor volum són:
- Els oceans, que cobreixen dos terços de la superfície terrestre amb una profunditat típica de 3.000 a 5.000 metres.
- Les glaceres que cobreixen part de la superfície continental. Sobretot els dos casquets glacials de Groenlàndia i l'Antàrtida, però també glaceres de muntanya i volcà, de menor extensió i gruix, en totes les latituds.
- L'aigua subterrània, que es troba embeguda en roques poroses de manera més o menys universal.
- Les banquises, capes de gel marí flotant d'entre 1 i 20 metres de gruix.
- Llacs i rius, aigua circulant.
- En l'atmosfera en forma de vapor d'aigua i núvols.
- En la biosfera, formant part de plantes, animals i éssers humans.

Tota l'aigua del planeta es pot classificar en aigües oceàniques (l'aigua present als oceans) i aigües continentals, on trobem tots els altres dipòsits d'aigua. El contingut total d'aigua del planeta s'estima en 1.400 trilions de litres, aproximadament 1,4 × 1021 kg. La major part, un 97,23%, l'emmagatzemen els oceans; els casquets polars un 2,15%; i els aqüífers, la veritable reserva per a l'home, un 0,61%. Els llacs contenen el 0,009%, mentre que la xifra disminueix als mars interiors a un 0,008%. La humitat del sòl acumula el 0,005%, l'atmosfera el 0,001% i els rius tan sols un 0,0001% del total. Aquesta quantitat ha estat circulant sempre per la Terra, originant i conservant la vida en ella. Disposem actualment de la mateixa quantitat de la qual disposaven els dinosaures fa 65 milions d'anys.

### Oceans
Els oceans són grans masses d'aigua salada que, completament, cobreixen prop del 71% de la superfície de la Terra (una àrea de 361 milions de quilòmetres quadrats). Són, com ja s'ha vist, el principal component de la hidrosfera. Es classifiquen en tres grans oceans: Atlàntic, Índic i Pacífic; i dos menors, l'Àrtic i l'Antàrtic, delimitats parcialment per la forma dels continents i arxipèlags.
La profunditat dels oceans és variable depenent de les zones del relleu oceànic, però resulta escassa en comparació amb la seva superfície. S'estima que la profunditat mitjana és d'aproximadament 3900 metres. La part més profunda es troba en la fossa de les Mariannes, arribant als 11033 metres de profunditat.
En els oceans hi ha una capa superficial d'aigua temperada (12 a 30 °C), que arriba fins a una profunditat variable segons les zones, entre unes desenes de metre fins als 100 m. Per sota d'aquesta capa l'aigua té temperatures al voltant dels 3 °C.

### Glaceres
Una glacera és una gran massa de gel que s'origina en la superfície terrestre per acumulació, compactació i recristal·lització de la neu. La seva existència és possible quan la precipitació anual de neus supera l'evaporada a l'estiu, per la qual cosa, la majoria es troben en zones properes als pols, encara que també existeixen en zones muntanyoses.
Un 10% de la Terra està cobert de glaceres i més del 75% de l'aigua dolça de món es troba acumulada en elles.

### Banquises
La banquisa és una capa de glaç flotant que es forma a les regions oceàniques polars. Té un gruix aproximat d'un metre, quan es renova cada any, i de 4-5 metres, quan és persistent, com s'esdevé a la regió àrtica més propera al pol. Excepcionalment pot arribar a gruixos de 20 m. Molt sovint està constituïda per blocs de gel fracturats que s'han tornat a soldar.

### Aigües subterrànies
L'aigua subterrània representa una fracció important de la massa d'aigua present als continents. Aquesta es troba als aqüífers sota la superfície de la terra. El volum d'aigua subterrània és molt més important que la massa d'aigua retinguda als llacs o circulant, i encara que menor al de les majors glaceres, les masses més extenses poden assolir milions de km². L'aigua del subsol és un recurs important, però de difícil gestió, per la seva sensibilitat a la contaminació i a la sobreexplotació. Aquesta aigua pot trobar-se ocupant els intersticis (porus i escletxes) del sòl, del substrat rocós o del sediment sense consolidar, els quals la contenen com una esponja. Les roques solubles com les calcàries i els guixos, són susceptibles de sofrir el procés anomenat carstificació, en el que l'aigua excava avencs, cavernes i altres vies de circulació.

### Llacs i rius
Un llac és una acumulació d'aigua, situada en una depressió a terra ferma. Acostumen a ésser alimentats per rius o glaceres, que reben el nom d'immissaris, i desguassen mitjançant uns altres rius, anomenats emissaris. L'origen dels llacs és divers i complex, en general, pot ser degut a fenòmens glacials, tectònics, endorreics, càrstics, erosius o volcànics. Un riu és un corrent natural d'aigua que flueix amb continuïtat. Posseeix un cabal determinat i desemboca en el mar, en un llac o en un altre riu, en aquest cas es denomina afluent.

### Aigua en l'atmosfera
L'aigua, en forma de vapor, es troba en l'aire que és el gas constituent de l'atmosfera. Ho fa en proporcions variables depenent de l'alçada. Gairebé la totalitat d'aquest vapor d'aigua es troba als núvols.

## Composició
Als oceans s'han trobat almenys 77 elements, essent els més importants el sodi i el clor, que juntament amb el magnesi i el brom, són dels pocs que s'exploten comercialment a partir de l'aigua de mar.
Les aigües es poden classificar també en funció de la quantitat de sòlids dissolts. La salinitat és una mesura del contingut de sòlids dissolts en una determinada quantitat d'aigua, que normalment és expressada en g de sòlid per kg (o litre) d'aigua, ppt o ‰. Normalment, és definida com la massa en grams dels sòlids que conté un kg d'aigua després que tot el carbonat hagi estat convertit en òxid, el bromur i iodur reemplaçat per clorur, tota la matèria orgànica hagi estat oxidada, i el residu assecat a 480 °C fins a pes constant. El percentatge mitjà que existeix als oceans és de 10,9% (35 grams per cada litre d'aigua). La salinitat, però, varia segons la intensitat de l'evaporació o l'aportació d'aigua dolça dels rius amb relació a la quantitat d'aigua. Aquest procés d'evaporació és més intens en les zones tropicals, i menor en les zones polars. Les aigües superficials són més salades perquè l'evaporació fa que la concentració de sal augmenti. El contingut salí de molts llacs, rius i rierols és tan petit, que a aquestes aigües se les denomini aigua dolça. El contingut de sal en aigua potable és, per definició, menor a 0,05%. Si no, l'aigua és assenyalada com salobre, o definida com a salina si conté de 3 a 5% de sal en volum. Per sobre de 5% se la considera salmorra. L'oceà és naturalment salí amb aproximadament 3,5% de sal (veure aigua de mar). Alguns llacs o mars són més salins. El Mar Mort, per exemple, té un contingut superficial del voltant del 15%.

Composició de l'aigua de mar

| Salinitat de l'aigua | Salinitat de l'aigua | Salinitat de l'aigua | Salinitat de l'aigua |
| Aigua dolça          | Aigua salobre        | Aigua de mar         | Salmorra             |
| < 0,05%              | 0,05 – 3%            | 3 – 5%               | > 5%                 |
| < 0,5 ppt            | 0,5 – 30 ppt         | 30 – 50 ppt          | > 50 ppt             |
| -------------------- | -------------------- | -------------------- | -------------------- |

## Humitat
El contingut d'aigua en l'atmosfera de vegades és indicat com humitat relativa, RH, que és una relació entre la quantitat de vapor d'aigua real que conté l'atmosfera i el valor màxim (equilibri) d'aigua que pot contenir l'atmosfera (saturació), en les mateixes condicions.
{\displaystyle RH={p_{(H_{2}O)} \over p_{(H_{2}O)}^{*}}\times 100\%}
on
{\displaystyle {p_{(H_{2}O)}}} és la pressió parcial de vapor d'aigua en la barreja d'aire;
{\displaystyle {p_{(H_{2}O)}^{*}}} és la pressió de saturació d'aigua a la temperatura de la barreja d'aire.; i
{\displaystyle RH_{\,_{\,}}} és la humitat relativa de la barreja d'aire.

## pH
L'aigua és una substància amfipròtica i és sotmesa a autoprotòlisi per formar els ions oxoni (H₃O+) i hidròxid (OH-)
Kw = [H+][OH-]=10-14
on Kw és la constant d'ionització de l'aigua, que pren aquest valor a 25 °C
El pH (potencial d'hidrogen) és una mesura de l'acidesa o alcalinitat d'una dissolució i indica la concentració d'ions oxoni presents.
El pH típicament va de 0 a 14 en dissolució aquosa, sent àcides les dissolucions amb pH menors a 7 i alcalines les que tenen pH majors a 7. L'aigua neutra, on les concentracions dels ions oxoni i hidròxid són iguals a 10−7 molL−1, té un pH de 7 a 25 °C. L'aigua oceànica és lleugerament alcalina: el valor del seu pH està entre 7,5 i 8,4 i varia en funció de la temperatura: si aquesta augmenta, el pH disminueix i tendeix a l'acidesa. També pot variar en funció de la salinitat, de la pressió o profundita i de l'activitat vital dels organismes marins.